# 2009年热带风暴克劳德特
热带风暴克劳德特（英語：Tropical Storm Claudette）是2009年大西洋飓风季第三场获得命名的风暴，也是这年第一个袭击美国的热带气旋。系统于8月16日经东风波和上层低气压区发展而成，然后在塔拉赫西以南近海强化成热带风暴。当天下午，气旋已达到风力时速95公里的最高强度并稳步逼近佛罗里达州西北狭长地带。8月17日清晨，克劳德特的中心登陆佛罗里达州圣罗莎岛。风暴登陆数小时后就减弱成热带低气压，预警职责移交水文气象预报中心。8月17日晚，气象机构发布有关克劳德特的最后一份公告，宣布气旋在阿拉巴马州上空消散。
美国国家飓风中心向佛罗里达州沿海地区发布热带风暴警告，建议多个县中生活在风暴潮易发区域的居民及时撤离。巴拿马城近海因海况恶劣导致一人丧生。当天贝县近海还有一人从船上落水后淹死。风暴在开普科勒尔催生出一场级龙卷风，致使11幢民居受损，损失数额约为10万3000美元（2009年美元）。此外，佛罗里达州的海滩及沿海物业还因气旋受到价值12万5000美元（2009年美元）的破坏。

## 气象历史
热带风暴克劳德特源于8月7日离开非洲西海岸的一股东风波。8月11日，美国国家飓风中心开始监控行进至小安的列斯群岛以东约965公里海域的东风波。系统向西移动，对流活动杂乱无章，气象机构预计系统短时间内不会有进一步发展。截至8月12日下午，东风波关联的对流活动仍然很少。系统继续在东加勒比海行进，但因外界大气环境存在强烈的上层风切变而难以重新组织。
8月15日，东风波从佛罗里达礁岛群上空经过，在此期间对流已开始围绕中心聚拢。次日清晨，系统快速组织，在抵达佛罗里达州坦帕西南方向约130公里洋面时逐渐发展出下层环流。美国国家飓风中心预计，由于外界环境利好，系统会在当天发展成热带低气压。数小时后，该机构发布针对飓风季第四号热带低气压的首份公告。由于风切变少，气旋得以快速发展，气象部门预计低气压会在12小时内达到热带风暴标准。气旋围绕东侧的副热带高压脊边缘向西北方向移动。。位于塔拉赫西的（意为“新一代雷达”）多普勒气象雷达发现系统环流中心周围风速达到每小时65公里，美国国家飓风中心因此于北美东部时区上午11点将其升级成热带风暴，并以“克劳德特”（Claudette）命名。
8月16日下午，美国东南部上空的低压槽令风暴所在海域的风切变出现小幅增长，环流中心因此从对流中暴露出来。但即便是在这样的情况下，克劳德特还是在此期间达到风力时速95公里的最高强度。协调世界时8月17日早上5点10分，气旋以风速每小时85公里强度从圣罗莎岛最东端附近登陆。此后不久，系统气压降至1005毫巴（百帕，29.68英寸汞柱）的最低值。登陆数小时后，风暴关联的对流快速消退，到了中午12点，美国国家飓风中心发布针对克劳德特的最后一份公告，宣布气旋降级成热带低气压，水文气象预报中心至此开始接手监控和预警职责。8月17日晚，水文气象预报中心发布有关克劳德特的最后一份公告，宣布气旋残留在阿拉巴马州上空消散。系统残留接下来又持续存在数小时，最终于8月18日在密西西比州上空失去踪影。

## 防灾措施

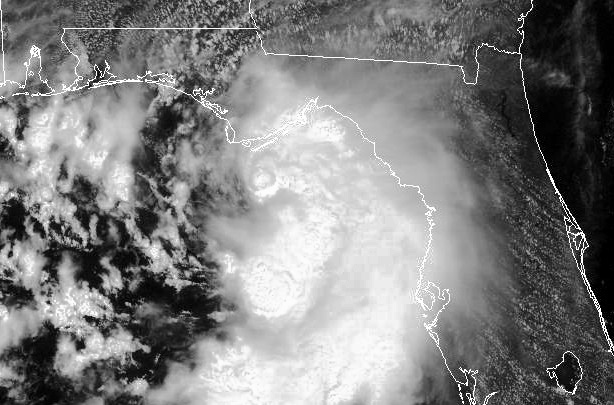
8月16日，热带风暴克劳德特在佛罗里达州西岸近海逐渐增强。

热带低气压形成之际，美国国家飓风中心向阿拉巴马州和佛罗里达州边界到萨旺尼河（Suwanee River）河口间地区发布热带风暴警告。有关部门敦促相对地区居民尽快检查应对飓风所需要的工具包，做好防灾准备。位于克劳德特中心以东的佛罗里达州西部沿海地区居民收到警告，风暴可能产生暴雨并引发洪灾。新闻报导中预计风暴登陆点附近的风暴潮会有0.9至1.5米高。沃库拉县应急管理办公室呼吁风暴潮易发地区的居民赶在克劳德特来袭前撤离。夜间7点过后不久，美国国家气象局驻阿拉巴马州莫比尔办事处向佛罗里达州德斯坦到密西西比州帕斯卡古拉之间区域发布热带风暴强度大风警告。气象部门预计克劳德特会产生超过180毫米雨量，佛罗里达州西北狭长地带大部分区域因此收到洪灾观察预警。阿拉巴马州东南部大部分地区收到内陆热带风暴警告。
8月16日下午，政府部门向佛罗里达州湾县圣布拉斯海角的圣约瑟夫半岛州立公园和斯通州立公园居民发布强制疏散令。贝县开设有两间避难所，其中一间位于迪恩·博兹曼高中，另一间在博兹曼学习中心。生活在沿海低洼地区的居民也收到自愿撤离令。华盛顿县虽然没有开设避难所的计划，但该县紧急行动中心还是把待命级别上调到二级。富兰克林县紧急行动中心进入三级待命，并向鳄鱼角（Alligator Point）发布自愿疏散令。下午得知风暴最新动向后，沃尔顿县官员宣布该县进入紧急状态。美国红十字会还在沃库拉县克劳福德维尔的一所教堂开设避难所。

## 影响

### 佛罗里达州

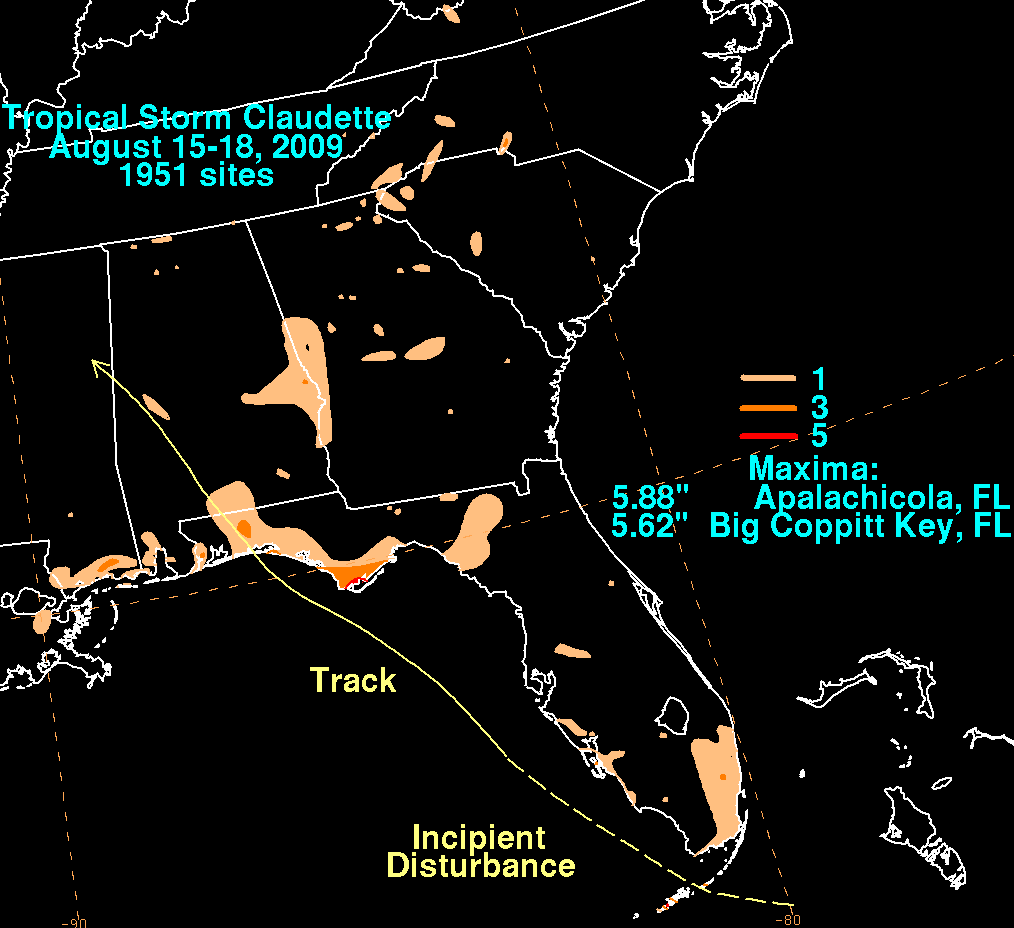
热带风暴克劳德特的降水分布

截至8月16日晚，富兰克林县部分地区已降下43毫米以上雨量。阿巴拉契科拉在8月16日共降下91毫米雨量，打破1931年时创下的单日降雨量纪录。但是，除有一棵树倒在98号美国国道上外，气旋没有对阿巴拉契科拉造成其它破坏。截至克劳德特消散时，大卡普皮特礁（Big Coppitt Key）的最高降雨量已达143毫米。
据报导，开普科勒尔附近出现龙卷风，风暴雨带令佛罗里达州多地收到龙卷风警告。开普科勒尔有23户民宅因龙卷风受损，其中11套的损失数额就有约10万3000美元。佛罗里达州州长查理·克里斯特曾短暂视察受龙卷风破坏的地点。经之后确认，这场龙卷风的风速为每小时110至120公里，在改良藤田级数中属-0级。美国国家气象局表示，这场龙卷风于20点42分至20点45分在地面行进约560米。
另据报导，佛罗里达州巴拿马城近海有一人淹死。受树木倒塌及电缆中断的影响，截至8月16日晚，有关部门已将20号公路约1600米路段封闭。莱昂县共有440户居民家中停电。到次日凌晨1点40分时，这截公路已重新开放，全部440户居民家中的电力供应均已恢复。帕克附近及巴拿马城市中心都有停电情况。沃尔顿县也有约500居民失去供电。
奥卡鲁沙县有1267位居民在风暴期间失去供电，其中大部分在数小时内恢复，但由于持续性的风害影响，该县各地都出现零星停电情况，最多时同时有500户家庭受到影响。全县各地因气旋引发的洪灾共计蒙受价值约2万5000美元损失。贝县近海有一人从船上落水，救援人员虽然一度将他救起，但他之后又从救生援上掉落并失踪，搜救工作又持续一段时间后取消，预计该男子已经死亡。

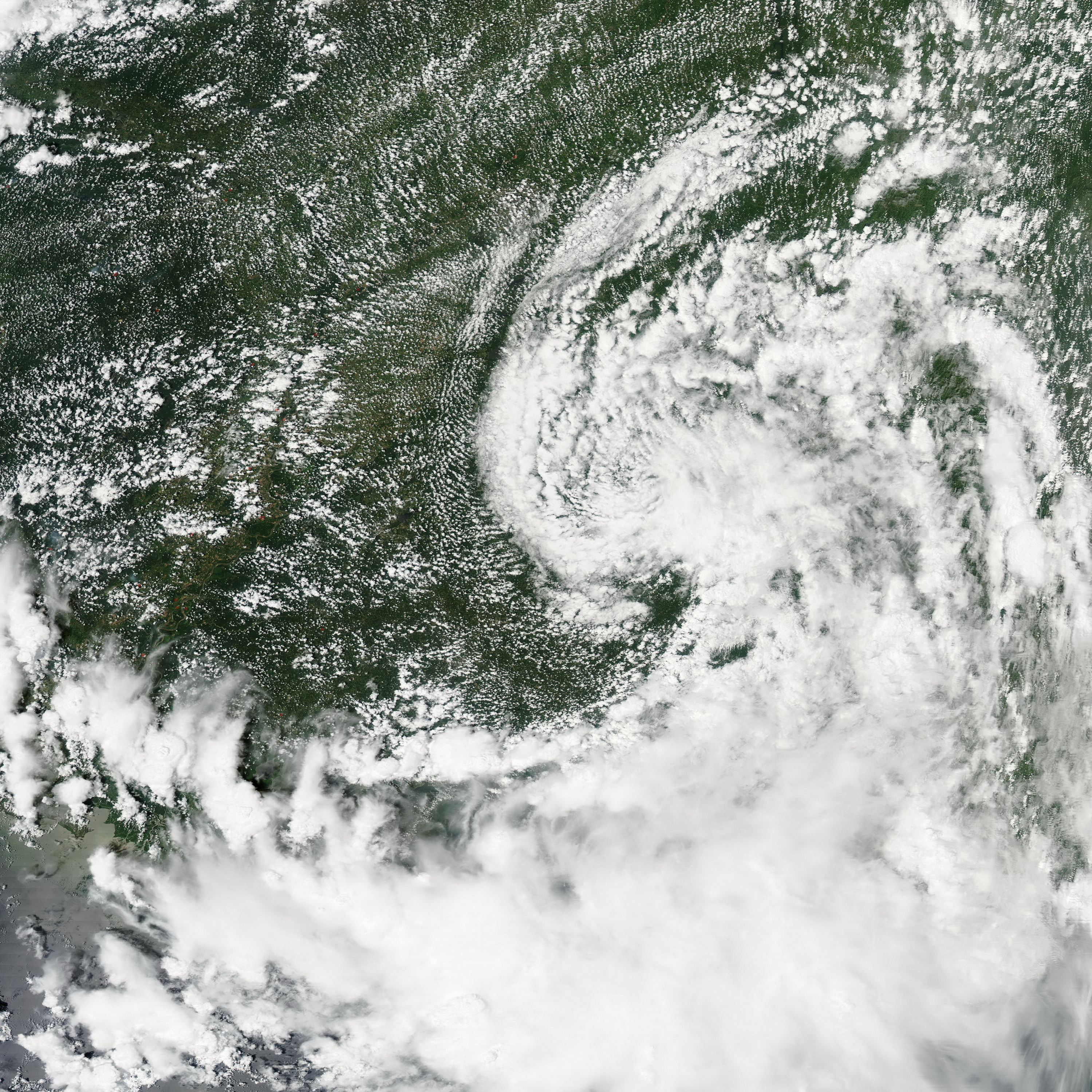
热带低气压克劳德特在阿拉巴马州上空逐渐减弱

贝县、沃尔顿县、富兰克林县和湾县沿海地区因克劳德特产生的海浪导致约9.1至12.2米深的沙子流失，估计这4个县流失的沙子总价值为10万美元。风暴登陆期间以德斯坦所测风暴潮最高，约为0.7米。佛罗里达州共有两人遇难，损失数额约为22万8000美元。

### 其它地区
风暴登陆期间，阿拉巴马州南部多地因暴雨威胁而收到山洪爆发观察预警。受气旋影响，该州大范围地区有中等程度降水，最高降雨量有54毫米。局部地区仅两小时就降下51毫米雨量，促使美国国家气象局发布山洪爆发警告，黑尔县、萨姆特县和佩里县则收到山洪爆发观察预警。克劳德特的残留令阿拉巴马州部分地区的空气变得非常潮湿，当地在多个下午出现雷暴天气。部分雷暴还伴随着强烈阵风，并以杰佛逊县所测阵风时速最高，有75公里。彩虹市有幢公寓楼被闪电击中并引发火灾，楼内两个单元的住户因此疏散，估计这场火灾一共造成价值两万美元的破坏。风暴的外围雨带还在乔治亚州产生降水，降雨量最高的班宁堡达到60毫米。